# Cameron Meyer
Cameron Meyer (Viveash, 11 de janeiro de 1988) é um desportista australiano que compete no ciclismo nas modalidades de pista, especialista nas provas de perseguição por equipas, pontuação e madison, e rota, pertencendo à equipa Mitchelton-Scott desde o ano de 2018. Tem sido nove vezes campeão mundial em pista: cinco em pontuação, duas em perseguição por equipas e duas em madison.
Ganhou 15 medalhas no Campeonato Mundial de Ciclismo em Pista entre os anos 2009 e 2018. Participou nos Jogos Olímpicos de Verão de 2008, ocupando o 4.º lugar na carreira por pontos.
Em estrada os seus maiores sucessos incluem a vitória na etapa de contrarrelógio por equipas do Tour de France de 2013 e a mesma etapa no Giro d'Italia de 2014. Além de obter uma medalha de bronze no Campeonato Mundial de Ciclismo em Estrada de 2012, na prova de contrarrelógio por equipas.
É irmão de Travis Meyer, também ciclista e campeão do mundo juvenil em pista.

## Medalheiro internacional

### Ciclismo em pista
| Campeonato Mundial | Campeonato Mundial         | Campeonato Mundial | Campeonato Mundial      |
| Ano                | Lugar                      | Medalha            | Competição              |
| ------------------ | -------------------------- | ------------------ | ----------------------- |
| 2009               | Pruszków ( Polónia)        | Medalha de ouro    | Pontuação               |
| 2009               | Pruszków ( Polónia)        | Medalha de prata   | Perseguição por equipas |
| 2009               | Pruszków ( Polónia)        | Medalha de prata   | Madison                 |
| 2010               | Ballerup ( Dinamarca)      | Medalha de ouro    | Perseguição por equipas |
| 2010               | Ballerup ( Dinamarca)      | Medalha de ouro    | Pontuação               |
| 2010               | Ballerup ( Dinamarca)      | Medalha de ouro    | Madison                 |
| 2011               | Apeldoorn ( Países Baixos) | Medalha de ouro    | Madison                 |
| 2011               | Apeldoorn ( Países Baixos) | Medalha de prata   | Pontuação               |
| 2012               | Melbourne ( Austrália)     | Medalha de ouro    | Pontuação               |
| 2012               | Melbourne ( Austrália)     | Medalha de bronze  | Madison                 |
| 2017               | Hong Kong ( China)         | Medalha de ouro    | Perseguição por equipas |
| 2017               | Hong Kong ( China)         | Medalha de ouro    | Pontuação               |
| 2017               | Hong Kong ( China)         | Medalha de prata   | Madison                 |
| 2018               | Apeldoorn ( Países Baixos) | Medalha de ouro    | Pontuação               |
| 2018               | Apeldoorn ( Países Baixos) | Medalha de bronze  | Madison                 |

### Ciclismo em estrada
| Campeonato Mundial | Campeonato Mundial          | Campeonato Mundial | Campeonato Mundial         |
| Ano                | Lugar                       | Medalha            | Competição                 |
| ------------------ | --------------------------- | ------------------ | -------------------------- |
| 2012               | Valkenburg ( Países Baixos) | Medalha de bronze  | Contrarrelógio por equipas |

## Palmarés em pista
- 2007

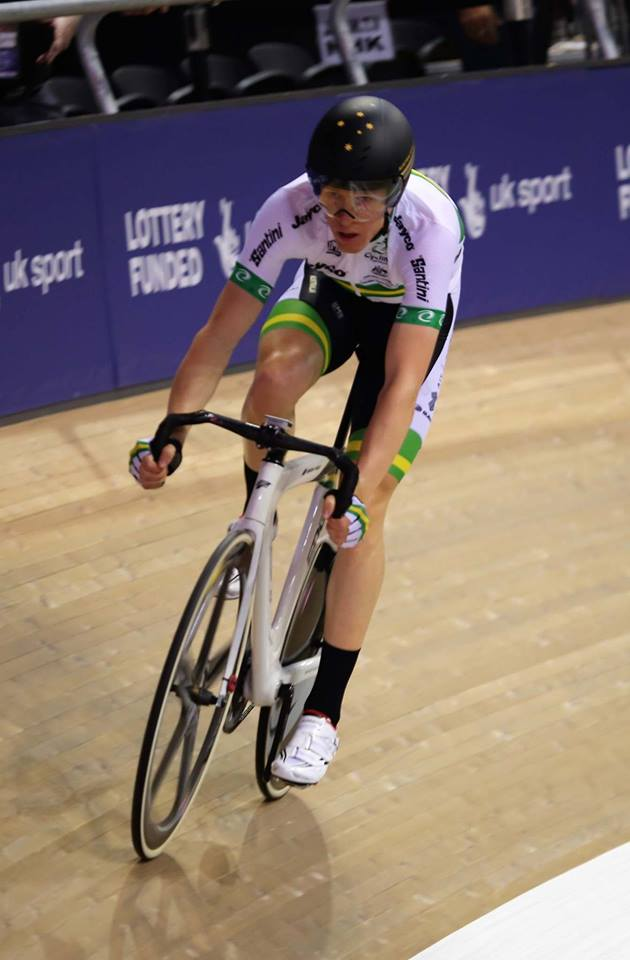
Cameron Meyer disputando uma prova na modalidade de pista.

- Ouro na carreira aos pontos de Los Angeles
- Campeonato de Oceania em pontuação
- Campeonato de Oceania em perseguição por equipas 
  - 2.º no Campeonato de Oceania em madison
- 2008
- Ouro na carreira aos pontos de Los Angeles
- Bronze na carreira aos pontos em Pequim
- Bronze na carreira aos pontos em Sydney
- Bronze em perseguição por equipas em Copenhaga
- Campeonato de Oceania em pontuação
- 2009
- Campeonato do mundo em pontuação  
  - 2.º no Campeonato do mundo em americana 
  - 2.º no Campeonato do mundo em perseguição por equipas (com Leigh Howard)
- Prata em americana em Melbourne (com Christopher Sutton)
- Campeonato da Austrália em perseguição por equipas (com Travis Meyer, Michael Freiberg e Luke Durbridge)
- Campeonato da Austrália em americana (com Glenn O'Shea)
- 2010
- Campeonato do mundo em pontuação
- Campeonato do mundo em perseguição por equipas (com Jack Bobridge, Michael Hepburn e Leigh Howard)
- Campeonato do mundo em americana (com Leigh Howard)
- Ouro em perseguição por equipas de Melbourne (com Rohan Dennis, Michael Hepburn e Luke Durbridge)
- Ouro em perseguição por equipas em Pequim (com Leigh Howard, Luke Durbridge e Michael Hepburn)
- Ouro na carreira aos pontos de Melbourne
- Jogos da Mancomunidad em pontuação
- Jogos da Mancomunidad em scratch
- Campeonato de Oceania em madison (com Leigh Howard)
- Campeonato de Oceania em perseguição por equipas (com Jack Bobridge, Leigh Howard e Michael Hepburn)
- Campeonato da Austrália em americana (com Jack Bobridge)
- 2011
- Campeonato do mundo em americana (com Leigh Howard)  
  - 2.º no Campeonato do mundo em pontuação
- Ouro em madison em Melbourne (com Leigh Howard)
- Ouro em perseguição por equipas em Melbourne (com Leigh Howard, Jack Bobridge e Michael Hepburn)
- Campeonato da Austrália em americana (com Leigh Howard)
- 2012
- Campeonato do mundo em pontuação  
  - 3.º no Campeonato do mundo em americana (com Leigh Howard)
- 2017
- Campeonato do mundo em pontuação
- Campeonato do mundo em perseguição por equipas (com Sam Welsford, Alexander Porter e Nicholas Yallouris)  
  - 2.º no Campeonato do mundo em madison
- Campeão da Austrália em americana (com Sam Welsford)
- Campeão da Austrália em perseguição por equipas (com Sam Welsford, Michael Freiberg e Stephen Hall)
- 2018
- Campeonato do mundo em pontuação  
  - 3.º no Campeonato do mundo em madison (com Callum Scotson)

## Palmarés em estrada
| - 2007 - 1 etapa do Tour of Gippsland - Tour da Tasmânia, mais 2 etapas - 2008 - Tour do Japão - 3.º no Campeonato Mundial Contrarrelógio sub-23 - 2009 - 2.º no Campeonato da Austrália Contrarrelógio - 2010 - Campeonato da Austrália Contrarrelógio - 2011 - Campeonato da Austrália Contrarrelógio - Tour Down Under, mais 1 etapa - 2012 - 2.º no Campeonato da Austrália Contrarrelógio - 2013 - Campeonato Oceânico em Estrada - 1 etapa da Volta à Suíça | - 2014 - 1 etapa da Volta à Suíça - 2015 - Herald Sun Tour, mais 1 etapa - 2016 - 2.º no Campeonato da Austrália em Estrada - 2017 - Dwars door de Vlaamse Ardennen - 2018 - 1 etapa da Volta à Grã-Bretanha - 2019 - 3.º no Campeonato da Austrália em Estrada - 3.º no Campeonato da Austrália Contrarrelógio - 2020 - Campeonato da Austrália em Estrada |

## Resultados nas Grandes Voltas e Campeonatos do Mundo
Durante a sua carreira desportiva tem conseguido os seguintes postos nas Grandes Voltas:
| Carreira               | 2007 | 2008 | 2009 | 2010  | 2011  | 2012 | 2013  | 2014 | 2015 | 2016 | 2017 | 2018 | 2019 |
| ---------------------- | ---- | ---- | ---- | ----- | ----- | ---- | ----- | ---- | ---- | ---- | ---- | ---- | ---- |
| Giro d'Italia          | -    | -    | Ab.  | 137.º | 137.º | -    | -     | Ab.  | -    | -    | -    | -    | -    |
| Tour de France         | -    | -    | -    | -     | -     | -    | 130.º | -    | -    | -    | -    | -    | -    |
| Volta a Espanha        | -    | -    | -    | -     | -     | Ab.  | -     | Ab.  | Ab.  | -    | -    | -    | -    |
| Mundial em Estrada     | -    | -    | -    | -     | -     | -    | Ab.   | -    | -    | -    | -    | -    | -    |
| Mundial Contrarrelógio | -    | -    | -    | -     | -     | 16.º | -     | -    | -    | -    | -    | -    | -    |

-: não participa 

Ab.: abandono

## Equipas
- Southaustralia.com (2007-2008)
- Garmin (2009-2011)
  - Garmin-Slipstream (2009)
  - Garmin-Transitions (2010)
  - Team Garmin-Cervélo (2011)
- Orica-GreenEDGE (2012-2015)
- Dimension Data (2016)
- Mitchelton Scott (09.2017-12.2017)
- Mitchelton-Scott (2018-)